# Héctor Luis Palma Salazar

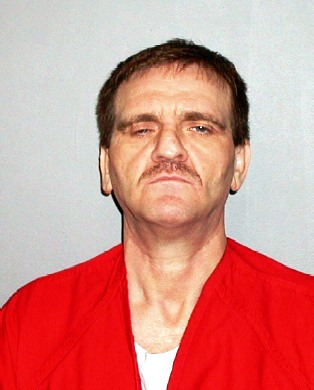

Héctor Luis Palma Salazar, com a alcunha de El Güero Palma (Noria de Abajo, Mocorito, 25 de dezembro de 1940), é um ex-traficante de drogas mexicano e líder da Alianza de Sangre, também conhecida como Cartel de Sinaloa, ao lado de Joaquín "El Chapo" Guzmán. Palma foi preso em 23 de junho de 1995 e extraditado para os Estados Unidos, onde cumpriu pena de prisão até junho de 2016. Foi então deportado de volta para o México em junho de 2016, quando foi acusado de um duplo assassinato em 1995, em Nayarit.